# حزب رکس
حزب رکس (فرانسوی: Parti Rexiste‎) یک حزب سیاسی راست افراطی کاتولیک، ملی‌گرایی، ابرشرکت‌محوری بود که از سال ۱۹۳۵ تا ۱۹۴۵ در بلژیک فعال بود.